# Xah Budak
Xah Budak (turc: Şah Budak) (segle xv) fou emir d'Elbistan de la dinastia Dhul-Kadr, germà i successor de Malik Arslan, a qui va deposar i assassinar el 1466, sota instigació del soldà mameluc d'Egipte Khuixqàdam.
Immediatament va rebre el reconeixement i el suport egipci; però el 1468 l'otomà Mehmet II va enviar un exèrcit que el va fer fora i va col·locar al tron al seu protegit Xah Suvar, un altre germà. Derrotats repetidament els egipcis, els otomans es van confiar, i sobtadament un nou exèrcit egipci va entrar al principat, va fer presoner a Shah Suvar i va ocupar Elbistan, posant al tron per segon cop a Xah Budak (1472).
Fou enderrocat el 1479 pel seu germà Ala al-Dawla Bozkurt, protegit dels otomans. Va morir el 1500.